# Chìa khóa

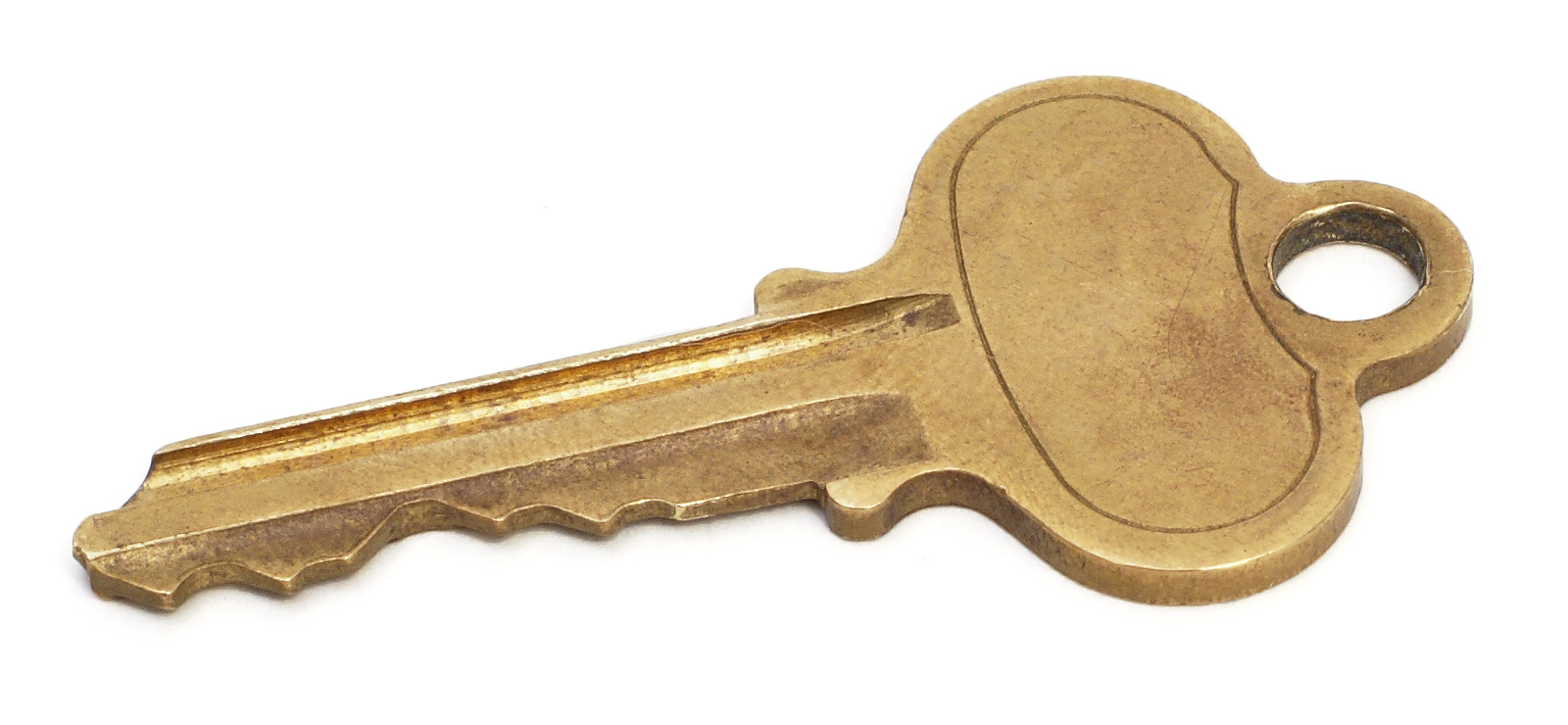
Chìa khóa truyền thống

Chìa khóa là một công cụ được sử dụng để đóng mở ổ khóa. Chìa khóa được sử dụng để tra vào lỗ ổ khóa xoay để đóng hay mở ổ khóa. Việc sử dụng chìa khóa là một phương pháp cũ và vẫn còn rất thường được sử dụng bảo vệ xâm nhập và kiểm soát việc đóng mở ổ khóa.
Chìa khóa là một công cụ ít tốn kém mặc dù không hoàn hảo để đóng và mở cửa nhà, tủ, xe... Chìa khóa được thiết kế để một loại chìa nhất định chỉ mở được một ổ khóa.
Hiện nay có nhiều loại khoá kết hợp với mật khẩu để sử dụng. Để mở các loại khoá này, người sử dụng phải nhập đúng mã khoá đó rồi mới dùng chìa khoá.